# Sieniawa (województwo zachodniopomorskie)
Sieniawa (niem. Schönow) – osada w Polsce położona w województwie zachodniopomorskim, w powiecie choszczeńskim, w gminie Drawno. W latach 1975–1998 miejscowość administracyjnie należała do województwa gorzowskiego. W roku 2007 osada liczyła 43 mieszkańców. Osada wchodzi w skład sołectwa Chomętowo.

## Geografia
Osada leży ok. 1,8 km na północ od Chomętowa, ok. 500 m na południe od drogi wojewódzkiej nr 175 i tyle samo od byłej linii kolejowej nr 410.

## Komunikacja
We wsi znajdowała się stacja kolejowa linii kolejowej nr 410.